# Deutscher Stenografenbund
Der Deutsche Stenografenbund E. V. (DStB) Bundesverband für Informationsverarbeitung, Textverarbeitung und Stenografie mit Sitz in Bad Nauheim ist ein Dachverband von Stenografenvereinen. Dieser Verband, in dem der Großteil der deutschen Stenografenvereine organisiert ist, pflegt die Deutsche Einheitskurzschrift und tritt für die Interessen der angeschlossenen Verbände ein.

## Geschichte
Der Deutsche Stenografenbund ging aus dem 1868 gegründeten „Deutschen Stenografenbund Gabelsberger“ hervor, welcher ursprünglich die Gabelsbergersche Stenografie pflegte, aber 1925 auf die Deutsche Einheitskurzschrift umstellte. Diese Umstellung wurde auf dem 12. Deutschen Stenografentag in München am 28. Juli 1925 „fast einmütig“ beschlossen. Man behielt den Namen „Deutscher Stenografenbund Gabelsberger“ jedoch zunächst bei, um die Erinnerung an Gabelsberger hochzuhalten. Schon ein Jahr später ließ man aber den Zusatz "Gabelsberger" fallen, da man „Sammelstelle aller Vereine für Einheitskurzschrift sein wollte, auch derer, die nicht aus dem Gabelsbergerschen Lager hervorgingen“. Die Gegner dieser Entscheidung gründeten daraufhin den namensgleichen Verband „Deutscher Stenografenbund Gabelsberger“ und beanspruchten für sich, die legitime Fortsetzung des 1868 gegründeten Verbands zu sein. Diesen Anspruch konnten sie jedoch gerichtlich nicht durchsetzen. Fortan bestanden also der Deutsche Stenografenverband (ehem. Deutscher Stenografenverband Gabelsberger [von 1868]) und der neugegründete Deutsche Stenografenverband Gabelsberger [von 1925] parallel zueinander.
Die übrigen Verbände der anderen deutschen Kurzschriftsysteme (darunter z. B. der Stenografenbund Stolze-Schrey, der Stenografenbund Scheithauer, der Reichsbund für Deutsche Kurzschrift [Nationalstenographie], der Hauptverband Arendsscher Stenografen, der Deutsche Stenotachygrafen-Verband, Verband für Volksverkehrskurzschrift [Schrey] und der Verband für Rollers Weltkurzschrift) nahmen überwiegend eine Haltung gegen die Deutsche Einheitskurzschrift ein und bleiben bei ihren Systemen. Mit der Machtübernahme der Nationalsozialisten im Jahr 1933 jedoch war das politische Ziel die „Gleichschaltung aller Kurzschriftverbände und -vereine Deutschlands“, um „eine einheitliche Gesamtorganisation auf kurzschriftlichem Gebiete zu schaffen und alle Maßnahmen zu treffen, die geeignet sind die Einheitskurzschrift zu fördern und sie unter Ausschluß jedes anderen Systems im Behördenwesen, im Schulunterricht und in der freien Wirtschaft zu verwenden und zu pflegen“. Im Zuge dieser Bestrebung wurde aus dem Deutschen Stenografenbund am 30. September 1933 die „Deutsche Stenografenschaft“ gebildet. Während sich viele Vereine (auch solche, die zuvor andere Systeme pflegten) der Deutschen Stenografenschaft anschlossen, beschloss der Deutsche Stenografenbund Gabelsberger [von 1925] seine Auflösung. Im Zweiten Weltkrieg erschwerte sich die Arbeit der Deutschen Stenografenschaft zunehmend. Mit einem offiziellen Rundschreiben erfolgte am 6. April 1943 schließlich im Zuge der "Notwendigkeiten der totalen Kriegsführung" eine weitestgehende Stilllegung der Stenografenvereine. Das vollständige Barvermögen und sogar Teile des Mobiliars wurden von den Nationalsozialisten eingezogen. Auch der Stenografie-Unterricht in Deutschland kam spätestens mit den Kriegswirren von 1944/45 praktisch vollständig zum Erliegen.
Nach dem Zweiten Weltkrieg erfolgte schließlich in den Jahren 1947/48 die Neugründung als „Deutscher Stenografenbund“, welche die Aufgaben der vorangegangenen Organisationen wieder aufnahm. Die ersten Vorsitzenden des wiedergegründeten Stenografenbundes waren Josef Brandenburg, Köln (1947–1950), Karl Rieser, Bad Nauheim (1950–1957) und Dr. Fritz Haeger, Lennestadt-Altenhundem (1957–1962).

## Wappen
Das Wappen zeigt einen sogenannten Flügelstift, das traditionelle Zeichen der Stenografen. 

## Tätigkeit
Der Stenografenbund versteht seine Funktion in der „Verbreitung der Informationsverarbeitung, der Bürokommunikation, der Textverarbeitung, des Zehn-Finger-Tastschreibens und der Stenografie, insbesondere der Amtlichen Deutschen Einheitskurzschrift, als allgemeine Bildungsgüter und rationelle Arbeitsformen zur Förderung der persönlichen und beruflichen Entwicklung, ergänzt durch die Vermittlung von Kenntnissen wirtschaftlicher und gesellschaftlicher Zusammenhänge“. Der Stenografenbund veranstaltet alljährlich eine deutsche Meisterschaft, eine Seniorenmeisterschaft und das „Bundespokalschreiben“ in verschiedenen Disziplinen in Kurzschrift und in Texterfassung und -verarbeitung. Derzeit fungieren Regina Hofmann als Präsidentin sowie Reiner Karbowski und Dr. Jascha-Alexander Koch als Vizepräsidenten des Stenografenbundes. Die Jugendorganisation des Deutschen Stenografenbundes ist die Bundesjugend für Computer, Kurzschrift und Medien, die unter anderem das jährlich stattfindende, dezentrale Bundesjugendschreiben durchführt.

## Verbände und Bezirke
Im Deutschen Stenografenbund sind derzeit elf aktive Verbände organisiert, welche sich teilweise in Bezirke unterteilen. Insgesamt sind dem Deutschen Stenografenbund derzeit ca. 100 Stenografenvereine angehörig.
| Abk.    | Name                                                     | Funktion       | Anmerkung                                | Bezirke                                                                   | Anzahl Vereine |
| ------- | -------------------------------------------------------- | -------------- | ---------------------------------------- | ------------------------------------------------------------------------- | -------------- |
| BStV    | Bayerischer Stenografenverband e.V.                      | Gebietsverband |                                          | Mittelfranken, Niederbayern, Oberbayern, Oberfranken, Oberpfalz, Schwaben | 15             |
| BStV    | Berliner Stenografenverband e.V.                         | Gebietsverband | Nicht mehr existent, Berlin nun OStV     |                                                                           | 0              |
| HStV    | Hessischer Stenografenverband E.V.                       | Gebietsverband |                                          | Nordhessen, Mittelhessen, Südhessen                                       | 15             |
| NStV    | Norddeutscher Stenografenverband e.V.                    | Gebietsverband |                                          | Nord, Mitte, Süd                                                          | 11             |
| NWStV   | Nordwestdeutscher Stenografenverband von 1876 E.V.       | Gebietsverband |                                          |                                                                           | 7              |
| OStV    | Ostdeutscher Stenografenverband e.V.                     | Gebietsverband |                                          |                                                                           | 6              |
| SWStV   | Südwestdeutscher Stenografenverband                      | Gebietsverband |                                          |                                                                           | 7              |
| TStV    | Thüringer Stenografenverband                             | Gebietsverband |                                          |                                                                           | 3              |
| VfI NRW | Verband für Informationsverarbeitung NRW E.V.            | Gebietsverband | ehemals Westdeutscher Stenografenverband | Teutoburger Wald, Ostwestfalen-Lippe, Rheinland-Westfalen, Rhein-Ruhr     | 19             |
|         | Verband der Parlaments- und Verhandlungsstenografen e.V. | Fachverband    |                                          |                                                                           | 1              |
|         | Forschungs- und Ausbildungsstätte e.V.                   | Fachverband    |                                          |                                                                           | 1              |
|         | Stenografenverband Rhein-Mosel                           | Gebietsverband | Nicht mehr existent                      |                                                                           | -              |
|         | Pfälzischer Stenografenverband                           | Gebietsverband | Nicht mehr existent                      |                                                                           | -              |
|         | Deutscher Stenografielehrerverband                       | Fachverband    | Nicht mehr existent                      |                                                                           | -              |